# Calochortus splendens
Calochortus splendens är en liljeväxtart som beskrevs av David Douglas och George Bentham. Calochortus splendens ingår i släktet Calochortus och familjen liljeväxter. Inga underarter finns listade.

## Bildgalleri

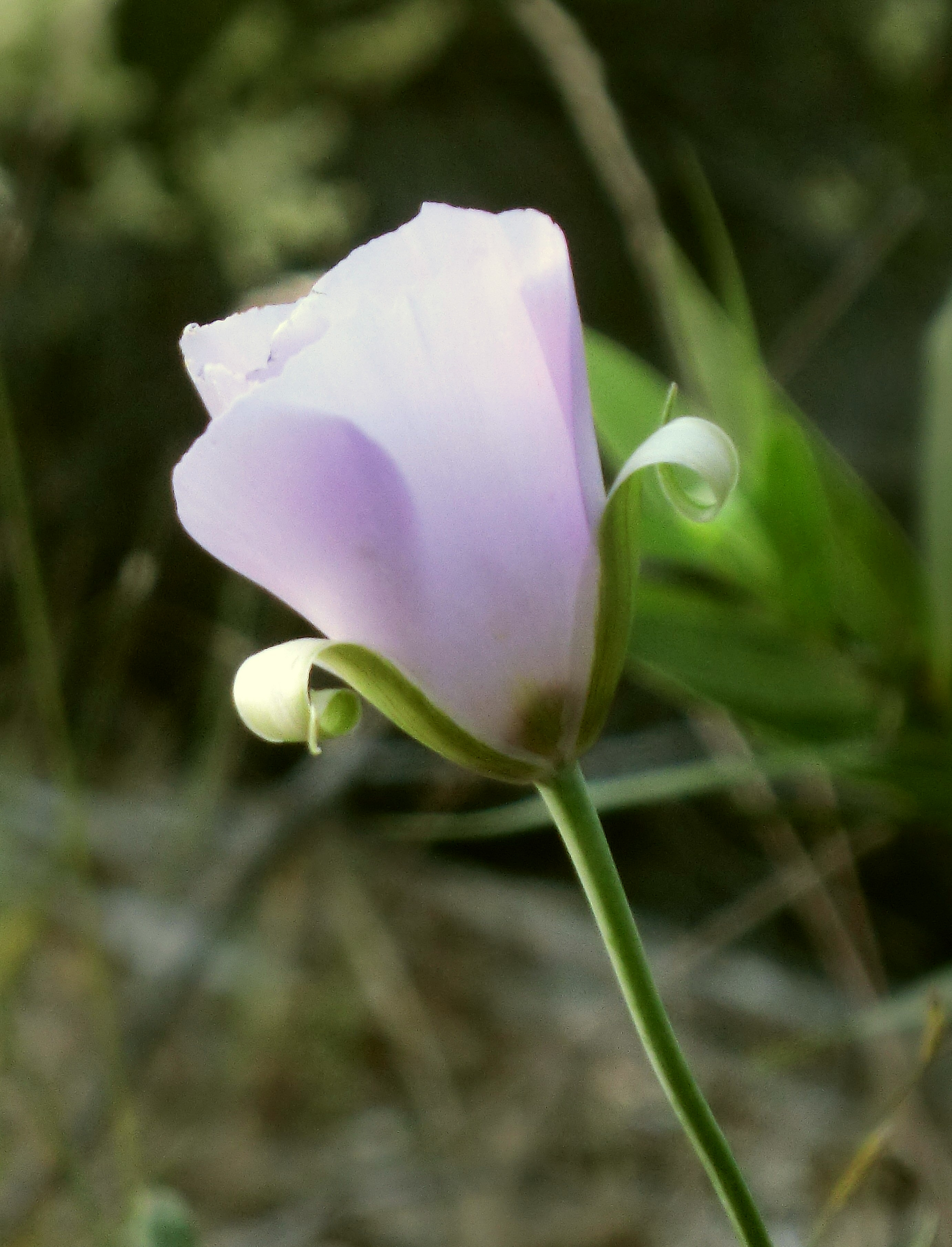